# スーパーZ (アニメ)
『スーパーZ』(ハングル：꼬마 히어로 슈퍼잭, 英：A Little Hero Super Zach) は、オコンとEBSが作成された大韓民国のアニメーション。2018年から2019年に放送されたシーズン1、2020年頃から放送されたシーズン2。EBS 1TVチャンネルで放送。

## ストーリー
ストーリアという町で、レオ博士という悪役がそれを乗っ取ろうとする。しかし幸運なことに、ジャックという名前の青いクマはヒーローになり、両親のメイとトムの助けを借りて、レオ博士を止めてストーリアを救うことができる。

## キャラクター

### クマ家族
ジャック (잭)
主人公。クマ。小学生。危機的状況で本部の命令を受けて、「スーパージャック」に変身する。
メイ (메이)
ヒロイン。クマ。ジャックのママ。常にスーパージャックが困難に直面したとき、3つの成分を基本に「スーパーンヤムンヤム」料理を高速にしてくれる。
トム (톰)
主人公。クマ。ジャックのパパ。「スーパージャック本部」のリーダー。変身シーンを見ると、手に工具を取り付け登場する。

### ジャックの友達
ロン (론)
ジャックの友達。ウサギ。
ヴィッキー (비키)
ジャックの友達。ネコ。

### ヴィラン
レオ博士 (레오박사)
スーパージャックの大敵。常にストーリアを台無しにする。常にスーパージャックにあい、その都度、自分が作った機械にされる場合が多い。
脂肪チキン (뚱뚱치킨)
レオ博士の部下たち。チキン。
タイタン (타이탄)
レオ博士の友達。モル。